# エミリー・ワード
エミリー・メアリー・ジェーン・ワード(Emily Mary Jane Ward、旧姓Lord、1850年8月13日 - 1930年6月15日) は、イングランドの幼児教育の先駆者の一人。
彼女はノーランド・プレイス小学校を含む数多くの学校の創立者であるが、その中でも特に有名なのは、ノーランド・カレッジの創立者ということである。彼女は、1850年8月13日にイングランドのダービーで生まれた。彼女は、20歳そこそこで、ノッティングヒル小学校に幼児教育の先生として配属された。フリードリヒ・フレーベルの教育観に 強く影響されて、1876年にノーランド・プレイス小学校を創立。1891年、40歳でウォルター・シリル・ウォードと結婚。1892年には、子守の女の子(children's nurse)と保育士( children's nurses)を要請するための専門学校としてノーランド・カレッジを創立した。その後、この学校は世界的な名声を博すようになった。 彼女は、1930年6月15日、ボグナー・リージスで亡くなった。

## Notes
1. ↑  Mrs Emily Ward: Foundress of Norland College
2. 1 2  Stokes, 1992

## References
- Stokes, Penelope (1992). Norland: The Story of the first one hundred years. Norland College
- “Mrs Emily Ward: Foundress of Norland College”.   Norland College. 2007年9月13日時点のオリジナルよりアーカイブ。2008年11月25日閲覧。